# Artiman
Artiman (em persa: ارتيمان, também romanizado como Ārtīmān) é uma vila no distrito rural de Hayaquq-e Nabi, no Distrito Central do Condado de Tuyserkan, província de Hamadã, Irã. No censo de 2006, sua população era de 2.655, em 694 famílias.